# Peter van Koppen
Petrus Johannes (Peter) van Koppen (Haarlem, 13 juli 1953) is een Nederlandse rechtspsycholoog, verbonden aan het Nederlands Studiecentrum Criminaliteit en Rechtshandhaving (NSCR) te Leiden.

## Biografie
Van Koppen studeerde na het vwo aan het Triniteitslyceum in Haarlem psychologie in Groningen, waarvan hij het doctoraal haalde in 1977. Hij studeerde rechten in Groningen en Amsterdam. In 1978 behaalde hij zijn kandidaats-rechten.
In 1984 promoveerde hij in de Rechtsgeleerdheid aan de Erasmus Universiteit Rotterdam op een dissertatie getiteld Determinanten van privaatrechtelijke beslissingen. Van 1978 tot 1992 werkte hij aan de juridische faculteit in Rotterdam. Eerst in het privaatrecht, later in het strafrecht. In 1986-1987 en 1990-1991 verbleef hij aan het NIAS te Wassenaar. Vanaf de oprichting in 1992 werkte hij tot eind 2008 bij het Nederlands Studiecentrum Criminaliteit en Rechtshandhaving (NSCR). Van 1990 tot 1996 was hij fractievoorzitter voor D66 in de gemeenteraad van Haarlem.
Van Koppen is in een groot aantal zaken als getuige-deskundige opgetreden, onder meer bij het assisen-proces van de parachutemoord in België. Hij was wetenschappelijk adviseur in een onderzoek van een Interregionaal Recherche Team (IRT) en lid van de Landelijke Expertisegroep Bijzondere Zedenzaken van het Korps landelijke politiediensten.

### Huidige functies
Peter van Koppen is emeritus hoogleraar rechtspsychologie aan de Vrije Universiteit te Amsterdam  (2003 - 2019) en aan de Universiteit Maastricht (2003 - 2020).

### Wetenschappelijke (neven)functies en bestuursfuncties
- Vereniging voor de Sociaal-Wetenschappelijke Bestudering van het Recht (1980-1987) (secretaris)
- Research Committee for Comparative Judicial Studies of the International Political Science Association (1983-1989 en vanaf 1994) (lid van de Executive Board)
- Rotterdamse juridische faculteit (1985-1986) (lid van het faculteitsbestuur)
- ZWO-werkgemeenschap Recht en Samenleving (1985-1897 en 1992-1993) (secretaris)
- Recht der Werkelijkheid (1986-1989) (redacteur)
- Psychology, Crime, and Law (vanaf 1992) (co-editor)
- Werkgroep Ethische Aspecten van CID-werkzaamheden van de Recherche Advies Commissie (1993-1995) (lid)

## Publicaties
Hieronder volgt een betrekkelijk willekeurige selectie uit de publicaties van P.J. van Koppen.
Boeken:
- Koppen, P.J. van, & Kate, J. ten (1987). Tot raadsheer benoemd: Anderhalve eeuw benoemingen in de Hoge Raad der Nederlanden. Arnhem: Gouda Quint.
- Kottenhagen-Edzes, P.A., Koppen, P.J. van, & Kottenhagen, R.J.P. (1988). Verslag doen van juridisch onderzoek. Arnhem: Gouda Quint.
- Koppen, P.J. van, Hessing, D.J., & Heuvel, G. van den (eds.) (1988). Lawyers on psychology and psychologists on law. Amsterdam: Swets & Zeitlinger.
- Koppen, P.J. van, & Crombag, H.F.M. (red.) (1991). De menselijke factor: Psychologie voor juristen. Arnhem: Gouda Quint.
- Crombag, H.F.M., Koppen, P.J. van, Wagenaar, W.A. (1992, 1994 2e herziene druk). Dubieuze zaken: De psychologie van strafrechtelijk bewijs. Amsterdam: Contact.
- Koppen, P.J. van, Hessing, D.J., & Crombag, H.F.M. (red.) (1997). Het hart van de zaak: Psychologie van het recht. Deventer: Gouda Quint.
- Koppen, P.J. van, Hessing, D.J., Merckelbach, H., & Crombag, H.F.M. (red.) (2002). Het recht van binnen: Psychologie van het recht. Deventer: Kluwer.
- Koppen, P.J. van (2003). Verankering van rechtspraak: Over de wisselwerking tussen burger, politie, justitie en rechter. (oratie VU) Deventer: Kluwer. (pp. 88) (ISBN 90-13-01273-6)
- Koppen, P.J. van (2003). De Schiedammer parkmoord: Een rechtspsychologische reconstructie. Nijmegen: Ars Aequi Libri. (ISBN 90-6916-484-1)
- Koppen, P.J. van (2004). Paradoxen van deskundigen: Over de rol van experts in strafzaken. (oratie Maastricht) Deventer: Kluwer.
- Poot, C.J. de, Bokhorst, R.J., Koppen, P.J. van & Muller, E.R. (2004). Rechercheportret: Over dilemma's in de opsporing. Den Haag: Kluwer.
- Koppen, P.J. van & Koppen, M.V. van (2008). De Appelschase babymoord: een misdrijf met slechts één verdachte. Den Haag: Boom. (ISBN 978-90-8974-019-9)
- Koppen, P.J. van. (2009) Het maagdenvlies als bewijs: tegenstrijdige verklaringen in twee incestzaken. Boom. (ISBN  978-90-8974-0915)
- Koppen, P.J. van (2011). Overtuigend bewijs: Indammen van rechterlijke dwalingen. Nieuw Amsterdam. (ISBN 978-90-468-09747)

Artikelen:
- Koppen, P.J. van (2004). 'Ik zeg niks, ik heb het niet gedaan en ik kan mij niets herinneren: Lastige verdachten, strategieën en tegenstrategieën', Tijdschrift voor Criminologie, 46, 399-405.
- Koppen, P.J. van (2003). 'Het Deventer Novum: Over een mes, een geursorteerproef en een novumconstructie door de Hoge Raad', Delikt en Delinkwent, 33, 9, 979-994.